# Iglesia de San Martín (Quintanilla de la Berzosa)
La iglesia de San Martín es un edificio del desploblado español de Quintanilla de la Berzosa, en la provincia de Palencia.

## Descripción

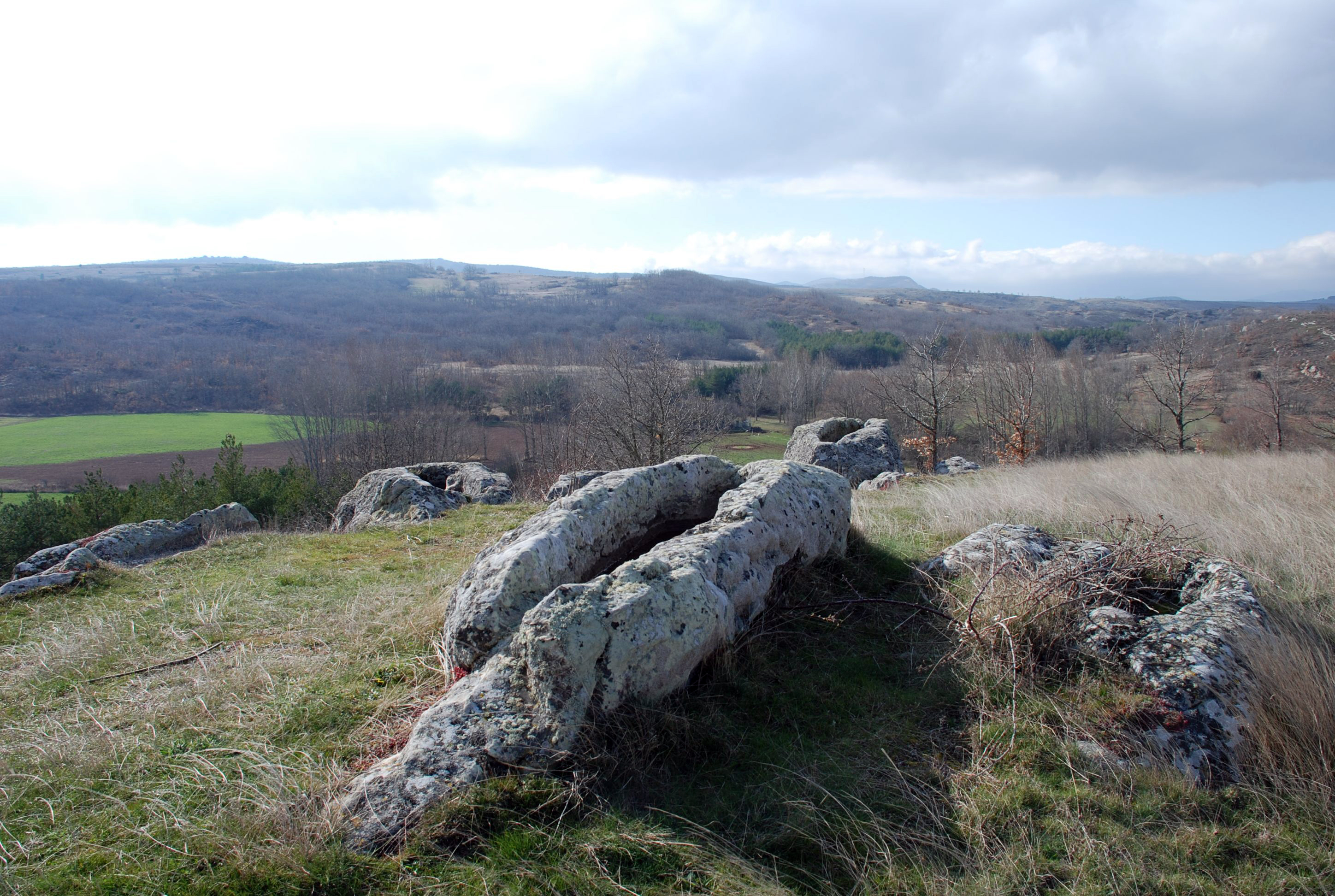
Necrópolis de San Martín

La iglesia de San Martín se ubica en la localidad palentina de Quintanilla de la Berzosa, perteneciente al municipio de Aguilar de Campoo, en Castilla y León. Se encuentra próxima a la carretera que une las localidades de Aguilar de Campoo y Vallespinoso, al sur del embalse de Aguilar.
Su construcción se llevó a cabo entre los siglos XII y XIII. En origen románica, aunque más adelante se realizaron reformas que imprimieron un estilo gótico, fue declarada Bien de Interés Cultural el 18 de febrero de 1993, mediante un decreto con la rúbrica del presidente de la Junta de Castilla y León Juan José Lucas Jiménez y el consejero de Cultura y Turismo Emilio Zapatero Villalonga, publicado el 26 de marzo de ese mismo año en el Boletín Oficial del Estado.
Próxima al inmueble se encuentra una necrópolis.